# Антоніо Паніцці

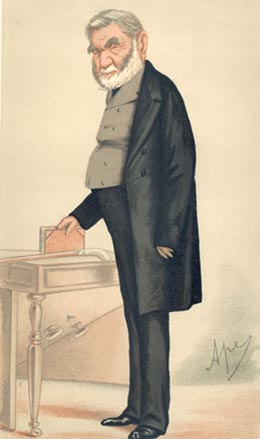
Антоніо Паніцці. Малюнок Карло Пеллегріні з Vanity Fair

Сер Антоніо Дженезіо Марія Паніцці (італ. Antonio Genesio Maria Panizzi, 16 вересня 1797 — 8 квітня 1879) — бібліофіл і член товариства карбонаріїв, професор італійської мови і літератури в Лондонському університеті. Керував Бібліотекою Британського музею у 1856–1866 роках.

## Ранні роки, Італія
Паніцці народився в Брешелло в італійській провінції Реджо-нель-Емілія. Отримав ступінь доктора права в Пармському університеті у 1818 році. Ймовірно, в Пармі він вступив до одного з таємних патріотичних товариств, які боролися за об'єднання і незалежність Італії. Повернувшись в Брешелло, займався юридичною практикою, а в 1821 році став інспектором шкіл міста.
У 1820 році, після придушення революції в Королівстві Обох Сицилій, герцог Модени Франческо IV почав арешти підозрюваних за сфабрикованими звинуваченнями. Коли в травні 1822 року був убитий начальник поліції герцогства Джуліо Бесіні, репресії посилились. Паніцці, попереджений про те, що йому також загрожує арешт, втік до Швейцарії. У 1823 році він написав книгу, де засуджував переслідування за політичними мотивами громадян герцогства Модена. Після її публікації Паніцці заочно судили в Модені і засудили до страти, герцогство зажадало у Швейцарії видати Паніцці.

## Англія, Британська бібліотека
У травні 1823 року Паніцці переїхав до Англії, в 1832 році він став британським підданим. Італійський поет і емігрант Уго Фосколо дав йому після прибуття в Лондон рекомендаційного листа до ліверпульського банкіра Вільяма Роскоу. Паніцці переїхав у Ліверпуль, де за невелику платню працював викладачем італійської мови. У 1826 році він познайомився з адвокатом і політичним діячем Генрі Броугхемом і як юрист допоміг йому у складному випадку. Коли Броугхем став лордом-канцлером, Паніцці з його сприяння отримав місце професора італійської мови в нещодавно заснованому Лондонському університеті, а в 1831 році посаду бібліотекаря в Бібліотеці Британського музею. З 1837 року Паніцці був керівником відділення друкованих книг, а в 1856 році став директором бібліотеки. За свої заслуги в 1869 році він був посвячений у лицарі королевою Вікторією.
Бібліотека Британського музею була, по суті, національною бібліотекою Сполученого Королівства у всьому, окрім назви. За час перебування Паніцці на посаді керівника відділення друкованих книг її фонди збільшилися з 235000 до 540000 томів, таким чином, вона стала найбільшою бібліотекою того часу. Знаменитий круглий читальний зал на 450 місць (ротонда) був побудований за проектом архітектора Сіднея Смерка, при цьому ескіз ротонди виконав сам Паніцці. Новий читальний зал почав працювати в 1857 році. У ньому у відкритому доступі розташовувався фонд довідкової літератури. Ротонду оточувала «залізна бібліотека», відокремлена від читального залу протипожежною конструкцією. Полиці для книг кріпилися особливим металевим штифтом, який згодом став відомий як «штифт Паніцці».
Паніцці є творцем нового каталогу, заснованого на «дев'яносто одному правилі каталогізації» (1841), які він розробив зі своїми помічниками. Ці правила послугували основою для всіх наступних систем каталогізації XIX і XX століть і стоять біля витоків ISBD і форматів метаданих, наприклад, Дублінського ядра. Також Паніцці обстоював дотримання Закону про авторське право 1842 року, який вимагав від британських видавців передавати на зберігання в бібліотеку екземпляр кожної книги, надрукованої у Великій Британії.
На посаді директора бібліотеки, Паніцці був втягнутий у багато конфліктів, зокрема в тривалу суперечку з Томасом Карлайлем. Під час роботи над історією Французької революції, Карлайл скаржився в пресі на обмеження доступу до незареєстрованих документів, що зберігалися в Британському музеї. Паніцці не забув випаду історика і відмовив йому, коли той писав біографію Кромвеля і запросив дозвіл на окрему кімнату для роботи. Незважаючи на підтримку на найвищому рівні, Карлайл не зміг домогтися поступок від Паніцці. Роздратований історик разом зі своїми прихильниками (серед яких був чоловік королеви) започаткував нову бібліотеку — Лондонську.